# Giorgio Chiellini

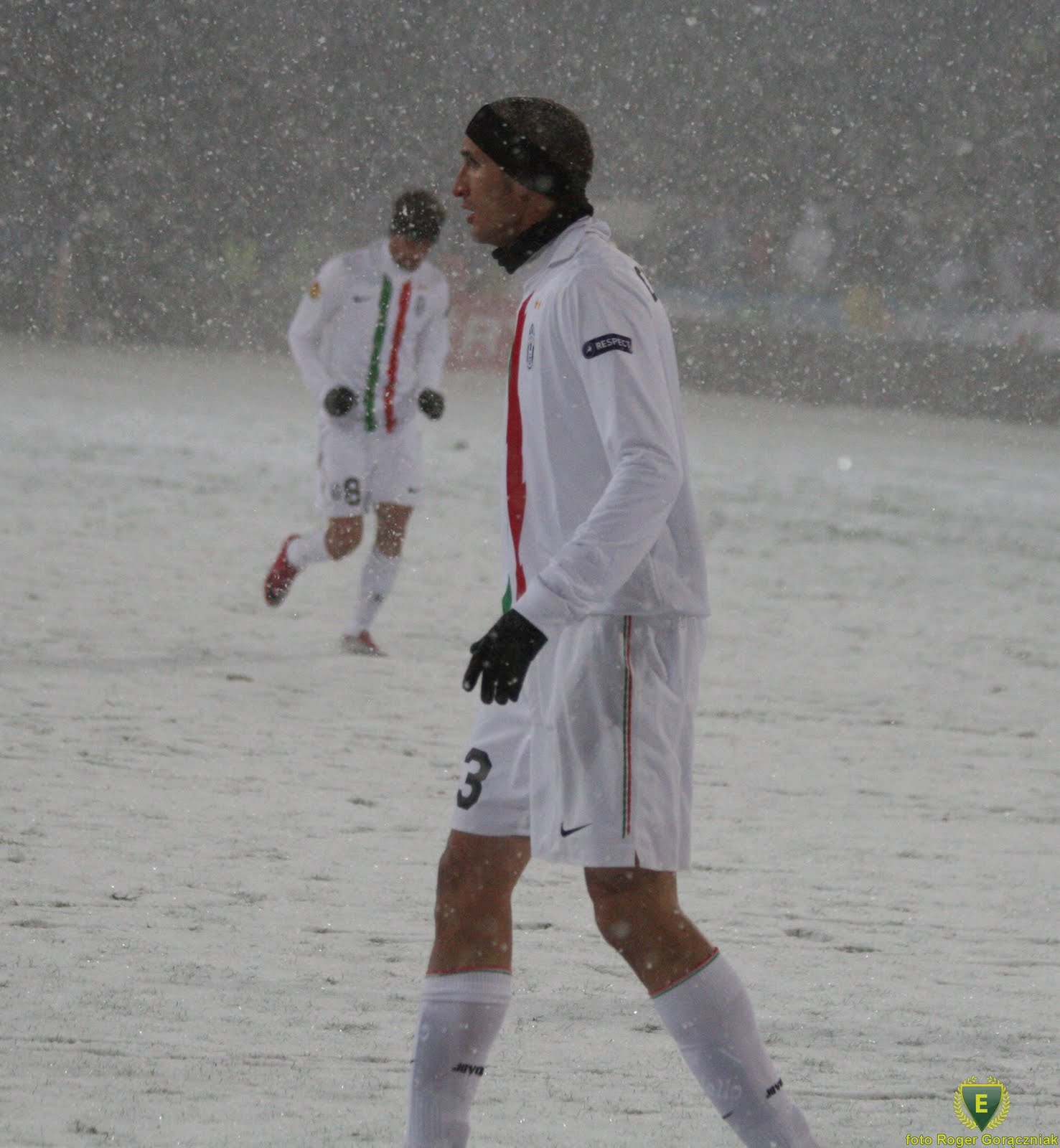
Giorgio Chiellini

Giorgio Chiellini (Pisa, 14 d'agost de 1984), és un exfutbolista de futbol italià. Chiellini ha estat internacional amb selecció de futbol d'Itàlia des de 2004. Va ser convocat per jugar la Copa Confederacions 2009.
El 2014 fou escollit millor defensa central d'Europa, segons un estudi de l'observatori del Centre Internacional d'Estudis de l'Esport.

## Palmarès
AS Livorno
- 1 Serie C1: 2001-02

Juventus FC
- 9 Serie A: 2011-12, 2012-13, 2013-14, 2014-15, 2015-16, 2016-17, 2017-18, 2018-19 i 2019-20
- 5 Copes italianes: 2014-15, 2015-16, 2016-17, 2017-18 i 2020-21
- 5 Supercopes italianes: 2012, 2013, 2015, 2018 i 2020
- 1 Serie B: 2006-07

Los Angeles FC
- 1 Copa MLS: 2022
- 1 Supporters' Shield: 2022

Selecció italiana
- 1 Eurocopa: 2020
- 1 Medalla de bronze als Jocs Olímpics d'Estiu: 2004
- 1 Campionat d'Europa sub-19: 2003